# Dissay
Dissay és un municipi francès situat al departament de la Viena i a la regió de la Nova Aquitània. L'any 2007 tenia 2.912 habitants.

## Demografia

### Població
El 2007 la població de fet de Dissay era de 2.912 persones. Hi havia 1.156 famílies de les quals 276 eren unipersonals (108 homes vivint sols i 168 dones vivint soles), 372 parelles sense fills, 412 parelles amb fills i 96 famílies monoparentals amb fills.
La població ha evolucionat segons el següent gràfic:
Habitants censats

### Habitatges
El 2007 hi havia 1.260 habitatges, 1.177 eren l'habitatge principal de la família, 18 eren segones residències i 65 estaven desocupats. 1.144 eren cases i 106 eren apartaments. Dels 1.177 habitatges principals, 838 estaven ocupats pels seus propietaris, 321 estaven llogats i ocupats pels llogaters i 18 estaven cedits a títol gratuït; 2 tenien una cambra, 51 en tenien dues, 180 en tenien tres, 372 en tenien quatre i 572 en tenien cinc o més. 949 habitatges disposaven pel capbaix d'una plaça de pàrquing. A 467 habitatges hi havia un automòbil i a 638 n'hi havia dos o més.

### Piràmide de població
La piràmide de població per edats i sexe el 2009 era:
| Homes | Edats   | Dones |
| ----- | ------- | ----- |
| 0     | 95 o +  | 4     |
| 4     | 90 a 94 | 4     |
| 8     | 85 a 89 | 8     |
| 20    | 80 a 84 | 8     |
| 20    | 75 a 79 | 40    |
| 40    | 70 a 74 | 72    |
| 64    | 65 a 69 | 36    |
| 52    | 60 a 64 | 68    |
| 92    | 55 a 59 | 44    |
| 88    | 50 a 54 | 112   |
| 84    | 45 a 49 | 80    |
| 76    | 40 a 44 | 116   |
| 112   | 35 a 39 | 100   |
| 100   | 30 a 34 | 84    |
| 132   | 25 a 29 | 80    |
| 84    | 20 a 24 | 68    |
| 112   | 15 a 19 | 84    |
| 88    | 10 a 14 | 64    |
| 72    | 5 a 9   | 100   |
| 100   | 0 a 4   | 100   |

## Economia
El 2007 la població en edat de treballar era de 1.926 persones, 1.506 eren actives i 420 eren inactives. De les 1.506 persones actives 1.391 estaven ocupades (725 homes i 666 dones) i 115 estaven aturades (51 homes i 64 dones). De les 420 persones inactives 161 estaven jubilades, 131 estaven estudiant i 128 estaven classificades com a «altres inactius».

### Ingressos
El 2009 a Dissay hi havia 1.213 unitats fiscals que integraven 3.037 persones, la mediana anual d'ingressos fiscals per persona era de 18.408,5 €.

### Activitats econòmiques
Dels 129 establiments que hi havia el 2007, 1 era d'una empresa extractiva, 7 d'empreses alimentàries, 1 d'una empresa de fabricació de material elèctric, 7 d'empreses de fabricació d'altres productes industrials, 18 d'empreses de construcció, 33 d'empreses de comerç i reparació d'automòbils, 11 d'empreses de transport, 6 d'empreses d'hostatgeria i restauració, 3 d'empreses d'informació i comunicació, 5 d'empreses financeres, 2 d'empreses immobiliàries, 17 d'empreses de serveis, 11 d'entitats de l'administració pública i 7 d'empreses classificades com a «altres activitats de serveis».
Dels 34 establiments de servei als particulars que hi havia el 2009, 1 era una oficina de correu, 1 una oficina bancària, 7 tallers de reparació d'automòbils i de material agrícola, 1 establiment de lloguer de cotxes, 1 autoescola, 3 paletes, 4 guixaires pintors, 3 fusteries, 2 lampisteries, 3 electricistes, 3 perruqueries i 5 restaurants.
Dels 9 establiments comercials que hi havia el 2009, 2 eren grans superfícies de material de bricolatge, 1 una botiga de menys de 120 m², 2 fleques, 2 carnisseries, 1 una botiga de roba i 1 una botiga de mobles.
L'any 2000 a Dissay hi havia 27 explotacions agrícoles que ocupaven un total de 1.026 hectàrees.

## Equipaments sanitaris i escolars
L'únic equipament sanitari que hi havia el 2009 era una farmàcia.
El 2009 hi havia 1 escola maternal i 1 escola elemental.

## Poblacions més properes
El següent diagrama mostra les poblacions més properes.